# Follow-up
Als Follow-up (englisch für „nach-verfolgen, nachfassen, nachschauen“) wird das nachträgliche Verifizieren der Wirksamkeit und Nachhaltigkeit von Thesen, klinischen Studien oder wissenschaftlichen Untersuchungen bezeichnet. Beim Follow-up wird mit zeitlichem Abstand analysiert, ob sich die vorangegangenen Aussagen oder Thesen bestätigt haben und ob diese von Bestand sind. Follow-up kann ein implementiertes Verfahren bei einer Untersuchung oder ein eigenständiges nachträgliches Verfahren mit zeitlicher Distanz sein. Die Durchführung von Follow-up ist eine Form des Qualitätsmanagements, aber auch ein Instrument zum Projektmanagement wie Feedback oder Coaching.

## Vorteile
Follow-up beweist den praxisnahen und ganzheitlichen Anspruch einer Arbeit oder Studie. Follow-up kann dazu beitragen, frühzeitig die Qualität einer Studie oder Untersuchung zu verbessern, da die Messbarkeit, Wirksamkeit und Beständigkeit der Ergebnisse stärker in den Fokus gerückt werden.

## Probleme bei der Durchführung
Es müssen konkrete, terminierte, messbare und realistische Empfehlungen und Aussagen vorhanden sein. Zu allgemein gehaltene Aussagen und Ergebnisse sind ungeeignet für Follow-up. Follow-up dokumentiert ein Misstrauen oder eine Skepsis von bereits veröffentlichten Ergebnissen. Es entstehen zusätzliche Personalkosten, die die bisherigen Ergebnisse bestenfalls bestätigen können. Bei Untersuchungen von singulären Projekten (einmalige Maßnahmen oder Bauvorhaben) sind die Ergebnisse eines Follow-up nur schwer übertragbar. Im Follow-up tätige Personen sollten unabhängig und nicht an der vorangegangenen Studie beteiligt gewesen sein.

## Follow-up in verschiedenen Branchen

### In der Finanzkontrolle
In den Jahresberichten, Denkschriften oder beratenden Äußerungen der Rechnungshöfe werden die Äußerungen der geprüften Ressorts zur Prüfungsmaterie dargestellt bzw. gespiegelt. Auch die parlamentarischen Verfahren zur Abhandlung der Prüfungsergebnisse in Ausschüssen ist eine Form des Follow-up. Die Rechnungshöfe veröffentlichen im Internet kurz gefasste Dauerberichte zu abgeschlossenen Prüfungen, bei denen ein finanzielles Ergebnis oder die Umsetzung der Prüfungsergebnisse dokumentiert werden. Einige Rechnungshöfe veröffentlichen die Wirksamkeit und Nachhaltigkeit ihres Wirkens in turnusmäßigen Ergebnisberichten.

### In der Medizin
Bei der klinischen Forschung wird Follow-up verwendet (Kohortenstudie), um die nachhaltige Wirksamkeit von neuen Verfahren und die Langzeitwirkung auf Probanden zu verifizieren. Die besondere Herausforderung ist hierbei, den langjährigen Kontakt zu den Probanden zu halten und andere positive wie negative Fremdeinflüsse im Gesamtverhältnis der Untersuchungen zu berücksichtigen.